# Monumento all'UFO di Ängelholm

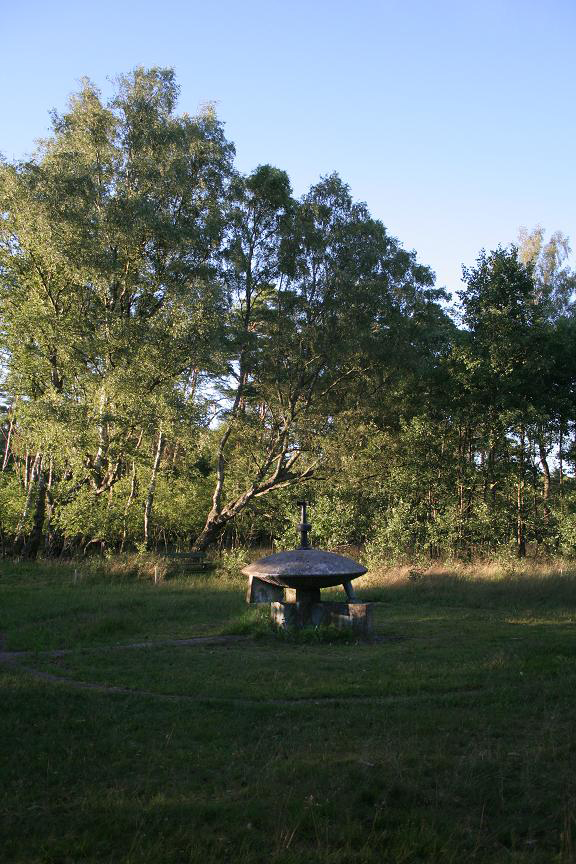
Immagine del monumento

Il monumento all'UFO di Ängelholm è una scultura realizzata nel 1963 per ricordare il presunto atterraggio di un UFO che sarebbe avvenuto nel 1946 in Svezia nella foresta di Kronoskoga, un sobborgo della città di Ängelholm. 
Il monumento è stato realizzato in calcestruzzo e raffigura un UFO di forma circolare e le tracce lasciate dal suo atterraggio. Attualmente, è l'unico monumento sugli UFO esistente in Europa insieme a quello di Emilcin in Polonia. 

## Il presunto avvistamento
Il presunto atterraggio dell'UFO sarebbe avvenuto il 18 maggio 1946 e avrebbe avuto come unico testimone lo svedese Gösta Carlsson, giocatore di hockey su ghiaccio e imprenditore, fondatore e proprietario della Cernelle AB.
Carlsson raccontò di avere visto di sera una luce nel bosco; recatosi a controllare, vide un disco di forma circolare con alcune finestre e una cupola trasparente; all'interno vide alcuni umanoidi al lavoro, apparentemente intenti a riparare una finestra. Ad un certo punto, il disco emise una brillante luce rossa e si sollevò in volo, allontanandosi velocemente. Il giorno dopo, Carlsson ritornò sul luogo e vide segni sul terreno e alcuni oggetti (ampolle piene di liquido e un anello d'oro) che portò a casa. Durante la notte fece un sogno molto chiaro, in cui veniva invitato a salire a bordo del disco; successivamente, il comandante del veicolo gli raccontò che il disco proveniva da un altro mondo ed era precipitato per un guasto. Queste esperienze di sogni e visioni continuarono per parecchi anni, ma Carlsson non le raccontò fino al 1971. A seguito delle sue esperienze, l'imprenditore si convinse di essere entrato in contatto con esseri di un altro mondo.
Clas Svahn, presidente dell'associazione ufologica UFO Sverige, negli anni ottanta investigò sul caso e pubblicò un libro nel 1995, stampato in Svezia e non tradotto in altre lingue. Svahn arrivò alla conclusione che non ci sono prove convincenti che i fatti si siano svolti come li ha raccontati l'imprenditore. Secondo l'ufologo svedese, Carlsson avrebbe vissuto la maggior parte delle esperienze della sua storia non a livello del mondo fisico, ma a livello psicologico.